# Grubeulepis geayi
Grubeulepis geayi är en ringmaskart som först beskrevs av Fauvel 1918.  Grubeulepis geayi ingår i släktet Grubeulepis och familjen Eulepethidae. Inga underarter finns listade i Catalogue of Life.